# Проклятье 3D 2
«Проклятье 3D 2» (яп. 貞子3D 2 Садако 3D 2) — японский фильм ужасов о сверхъестественном 2013 года режиссёра Цутому Ханабуса, продолжение фильма «Проклятье 3D» 2012 года и последняя часть временной шкалы «Спирали». Это шестая часть большой серии фильмов «Звонок». Его продюсировали Kadokawa Pictures и Tohokushinsha Film Corporation. Премьера в Японии состоялась 30 августа 2013 года.

## Сюжет
Таканори Андо (Кодзи Сэто) ждет, пока Аканэ Аюкава рожает их дочь. Хозяин Сейджи Кашивады, сидя в саду, читает письма Кашивады и бормочет, что родилась девочка. Другая женщина получает доступ к своему ноутбуку в своей комнате, когда ей звонит муж; ею внезапно овладевает сила ее ноутбука, которая заставляет ее покончить жизнь самоубийством, ударив ножом в глаз.
Через пять лет после событий предыдущего фильма о дочери Таканори и Аканэ, Наги (Кокоро Хирасава), заботится младшая сестра Таканори, Фуко (Миори Такимото); Сам Таканори теперь работает в больнице общего профиля Асакава после смерти Аканэ при родах, дистанцируясь от Фуко и Наги, поскольку он обвиняет Наги в смерти Аканэ.
Фуко уверена, что с Наги что-то не так, поскольку она отдаляется от своих друзей, любит рисовать странные образы и всегда находится рядом с людьми, покончившими с собой. Она консультируется со своим психиатром, доктором Фумикой Камимура (Ицуми Осава), но она только заявляет, что беспокойство Фуко связано с тем, что она не пережила самоубийство своей матери много лет назад, смерть которой она не могла предотвратить. Играя в парке, одна из подруг Наги, Юна, дразнит ее по поводу смерти Аканэ. Спустя несколько мгновений ее находят мертвой в ближайшей реке. Фуко становится еще более обеспокоенной, поскольку начинает происходить больше смертей, от няни Наги до поезда, полного людей, что Наги предсказала в своих рисунках, которые она нарисовала во время психологического теста с доктором Камимурой. Она также говорит, что доктор Камимура, как и все остальные, умрет.
Детективу Мицуги Какиути (Такеши Ониши) поручено расследовать это дело. Он допрашивает детектива Юго Коисо (Рёсей Таяма), который стал инвалидом после того, как пять лет назад он расследовал аналогичное дело. Койсо говорит Какиути, что самоубийства связаны с Садако Ямамура, которая почти владела Аканэ как своим сосудом, чтобы она могла переродиться в мире. Через несколько секунд какая-то сила толкает инвалидное кресло Койсо по лестнице насмерть.
Какиути находит запись с камеры наблюдения до крушения поезда и замечает Наги, смотрящего в камеру. Он пытается расспросить Таканори о Наги и Аканэ, но отказывается раскрывать что-либо, кроме смерти Аканэ. Когда он спешит вперед, он случайно роняет мешки для мусора, обнажая пучки черных волос. Пока Фуко убирает комнату Таканори, она находит запертый шкаф, в котором есть фотография Таканори, Аканэ и младенца Наги, а также несколько писем для Таканори от Сейджи Кашивады с просьбой о благополучии Наги.
Фуко навещает Кашиваду (Юсуке Ямамото), последний ожидает казни за убийство молодых женщин пятью годами ранее. Называя себя «фанатом» Наги, Кашивада показывает, что Наги — ребенок не Аканэ, а Садако, и что единственный способ остановить Наги — это убить себя или убить Наги Фуко. По дороге домой Фуко получает звонок от доктора Камимуры с просьбой встретиться с ней, но обнаруживает, что она была одержима, и, спасаясь от ее нападения, Фуко вновь переживает свой опыт наблюдения за самоубийством своей матери и становится проклятой.
Дома Фуко снятся кошмары, в которых Наги и Таканори нападают на нее. Она думает убить Наги, бросив ее в море, но решает этого не делать. Она встречает Таканори, и, убедив его помочь Наги, он показывает Фуко, что Аканэ (Сатоми Исихара) все еще жива, хотя и находится в коматозном состоянии. Он говорит Фуко, что, поскольку Садако пыталась переродиться через Аканэ в первом фильме, Аканэ позволила Садако овладеть собой, чтобы она могла сражаться с ней изнутри. В конце концов, Аканэ забеременела и родила Наги, но она никогда больше не сможет воссоединиться со своей матерью, иначе Садако переродится. Таканори также сообщает, что Наги не несет ответственности за смерть.
На следующий день Фуко обнаруживает, что Наги пропала, а Таканори находит ее бродящей по больнице Асакава. На него нападает и жестоко избивает Какиути, который хочет убить Наги и Аканэ, чтобы остановить проклятие, показывая, что его жена (женщина, убитая в начале) умерла от проклятия, и он сам также проклят. Наги убегает и воссоединяется с Фуко, которая позволяет Наги воссоединиться со своей матерью. Однако Какиути застрелил Аканэ, прежде чем она смогла добраться до Наги, который тут же совершил самоубийство. Поскольку вся комната залита кровью, льющейся из колодца Садако, Садако забирает Наги, но Фуко удается ее спасти.
Несколько дней спустя Фуко и Наги устраивают пикник на лугу, а домовладелец Кашивады, все еще сидя в саду, читает последнее письмо Кашивады перед казнью. Фильм заканчивается записью камеры, которую наблюдает Какиути, из которой видно, что ребенок Садако — не Наги.

## В ролях
- Миори Такимото в роли Фуко Андо, молодой женщины, которая заботится о своей племяннице Наги.
- Кодзи Сэто в роли Таканори Андо, старшего брата Фуко, который винит свою дочь Наги в смерти своего возлюбленного.
- Ицуми Осава в роли Фумики Камимуры, психиатра Фуко.
- Кокоро Хирасава в роли тихой дочери Наги Андо, Таканори и Аканэ, которую подозревают в хранении сил Садако.
- Такеши Ониши в роли Мицуги Какиути, детектива, чья смерть жены привела к тому, что он взялся за дело Садако.
- Юсуке Ямамото в роли Сейджи Кашивады, онлайн-художника, работающего на Садако. В настоящее время он ожидает казни.
- Рёсей Таяма в роли Юго Койсо, детектива-инвалида, который ранее расследовал дело Садако в предыдущем фильме.
- Сатоми Исихара в роли Аканэ Аюкавы, любовницы Таканори и матери Наги, которая принимала Садако с конца предыдущего фильма.

## Приём

### Кассовые сборы
Фильм, как и его предшественник, стал провальным в прокате, собрав около 8 385 405 долларов при производственном бюджете в 10 миллионов долларов.

### Критический приём
«Проклятье 3D 2» получил в основном негативные отзывы критиков и зрителей, однако многие фильм сочли улучшением, по сравнению с первой частью. На сайте-агрегаторе Rotten Tomatoes фильм не получил обзоров критиков, но получил неутешительные 6 % одобрения от зрителей. На iMDb фильм получил всего 4.2 балла из 10, что является самым низким результатом в серии.